# Global Dedication
Global Dedication ist das sechste Album des belgischen Hardstyle-DJs Coone. Es erschien am 10. Dezember 2013 bei Coones Label Dirty Workz in Zusammenarbeit mit Steve Aokis Dim Mak Records. Aoki hatte Coone bei der Produktion des Albums zur Seite gestanden.

## Hintergrund
Der Name Global Dedication, zu deutsch in etwa „weltweite Hingabe“  rührt daher, dass das Genre des Hardstyle nun nicht mehr nur im Ursprungsland, den Niederlanden populär ist, sondern auch in anderen Teilen der Welt, besonders in Nordamerika und Südamerika. Coone möchte mit dem Album diese Entwicklung bestärken und wie er sagt, Hardstyle „auf die nächste Ebene bringen“. Anders als in anderen Hardstyle-Alben ist in Global Dedication das breite Spektrum des Hardstyle enthalten. Es finden sich sowohl euphorisch-melodische Elemente als auch der sogenannte Rawstyle. Wer das Album bis zum 1. Dezember vorbestellt hatte, bekam eine von Coone signierte Ausgabe. Des Weiteren gab Coone bekannt, er werde einen Dollar für jedes vorverkaufte Album an die Opfer des Taifuns Haiyan spenden. Angeschlossen an das Album wird es eine weltweite Konzerttour mit selbem Namen geben. Termine dafür werden nach und nach bekannt gegeben.
Alle Tracks sind, wie im Hardstyle üblich, bei 150 bpm angesiedelt. Paradoxerweise ist der einzige Titel, bei dem dies nicht so ist, der Track „150 BPM“. Coone begründet dies damit, es sei ein Spaß und er hoffe, seine Fans hätten einen Sinn für Humor.

## Titelliste
1. Intro – Global Dedication – 0:51
2. Times gettin' hard – 2:46 (feat. K19)
3. Ready for Life – 3:21 (feat. Isaac & Popr3b3l)
4. Traveling – 3:47 (Da Tweekaz Remix, feat. Scope DJ)
5. Magical – 3:52
6. Our Fairytale – 3:48 (feat. Chris Madin)
7. Unite – 3:34 (Hard Driver Remix)
8. Sound Wasted – 3:40 (feat. Zany & Nicci)
9. This is Home – 2:42 (feat. Wildstylez & Cimo Fränkel)
10. 150 BPM – 3:12 (feat. Jim Ferren)
11. Drowning – 3:39 (feat. Substance One)
12. World Domination – 3:51 (feat. Frontliner)
13. Showtime – 2:59 (feat. Hard Driver)
14. I have seen – 4:44
15. Zombie Killer – 4:48 (feat. Kritikal)

## Tour
Im Anschluss an das Album folgte eine weltweite Tour, die ebenfalls „Global Dedication“ hieß. Termine wurden nach und nach bekannt gegeben:
- 9. Januar 2014: Firestone Live   Orlando, Florida
- 11. Januar 2014:  New York City
- 18. Januar 2014: Arena3 Nightclub   Tallinn
- 25. Januar 2014: Effenaar   Eindhoven
- 8. Februar 2014: Highstreet Event Hall   Hoogstraten
- 15. Februar 2014: The Arches   Glasgow
- 21. Februar 2014: QG Discotheque   Épinouze
- 1. März 2014: Matrixx   Nijmegen
- 7. März 2014: Muslak Arena   Istanbul
- 15. März 2014: River Lleida   Lleida
- 5. April 2014: Xses Nightclub   Solaize
- 17. April 2014: Slakthuset   Stockholm
- 19. April 2014: Complexe Cap'tain   La Glanerie
- 3. Mai 2014: KWC Fashion Hall   Kuala Lumpur